# Hyundai i30 N TCR
A Hyundai i30 N TCR egy versenyautó, amely a WTCC (World Touring Car Cup) keretein belül versenyez. Az autó alapja a Hyundai i30 N, amely már önmagában is elismert sportautónak számít. Az i30 N TCR verziója azonban számos finomításon esett át, hogy megfeleljen a verseny követelményeinek. A jármű 2.0 literes turbómotorral rendelkezik, amely körülbelül 350 lóerőt képes leadni. Ez az erőforrás lehetővé teszi, hogy az autó rendkívüli gyorsulással és dinamikus vezetési élménnyel szolgáljon.
A Hyundai i30 N TCR nemcsak teljesítményével tűnik ki, hanem technológiai újításaival is. Az autó légellenállásának csökkentése érdekében aerodinamikai elemekkel van felszerelve, mint például nagyobb első splitter és hátsó szárny. Ezek az elemek hozzájárulnak ahhoz, hogy az autó stabil maradjon nagy sebességnél is. Ezen kívül az i30 N TCR intelligens felfüggesztéssel rendelkezik, amely optimalizálja a tapadást és javítja a kanyarodási képességeket. A versenyspecifikus fékrendszer pedig garantálja a maximális fékerőt és megbízhatóságot minden körülmények között.
A modell tervezése 2016 szeptemberében indult, Gabriele Tarquini és Alain Menu szakértelmének segítségével, és 2017 áprilisában teljesítette első tesztjeit.
A Hyundai i30 N TCR tervezése során kiemelt figyelmet fordítottak a versenyképességre és a megbízhatóságra. Az autó a TCR International Series 2017-es szezonjának utolsó fordulóiban debütált, ahol azonnal felkeltette a figyelmet teljesítményével és kezelhetőségével. A tesztelés nem állt meg itt; az autót a misanói 24 órás versenyen és az Adria International Raceway-en is kipróbálták a TCR European Cup keretein belül.
Az i30 N TCR nemcsak az alapmodellben érhető el, hanem egy Endurance változatban is, amely kifejezetten hosszú távú versenyekre készült. Ez utóbbi tartalmazza az ABS-t, kiegészítő fényszórókat és a külső tankoláshoz szükséges tartozékokat is. Ezek az elemek lehetővé teszik, hogy az autó megfeleljen a különböző versenykörnyezetek kihívásainak, biztosítva ezzel a maximális teljesítményt.
A Hyundai i30 N TCR elsődleges célja, hogy sikeresen szerepeljen az európai kontinensen. Ezzel szemben utódja, a Veloster N TCR már az amerikai és dél-koreai piacokon népszerűsíti magát, valamint részt vesz a Pure ETCR sorozatban is. Ez a stratégiaváltás tükrözi a Hyundai Motorsport globális ambícióit, amelyek célja nem csupán az európai piacon való dominálás, hanem egy újabb mérföldkő elérése világszerte.

## Sikerei
- Túraautó-világkupa egyéni bajnokság győztes: Gabriele Tarquini (2018),[2] Michelisz Norbert (2019)[3]
- Túraautó-világkupa csapat bajnokság győztes: M Racing-YMR (2018)[4]
- TCR Európa-kupa egyéni bajnokság győztes: Josh Files (2019)[5]
- TCR Európa-kupa csapat bajnokság győztes: Target Competition  (2019)
- TCR Kelet-Európai Kupa egyéni bajnokság győztes: Dušan Borković (2020)[6]
- TCR Kelet-Európai Kupa csapat bajnokság győztes: M1RA (2020)[7]
- ADAC TCR Német sorozat egyéni bajnokság győztes: Max Hesse (2019),[8] Antti Buri (2020)[9]
- ADAC TCR Német sorozat csapat bajnokság győztes: Hyundai Team Engstler (2019),[10] HP Racing International (2020)[11]
- TCR Orosz sorozat egyéni bajnokság győztes: Dimitrij Bragin (2019)[12]
- TCR Ausztrál sorozat egyéni bajnokság győztes: Will Brown (2019)[13]
- TCR UK sorozat egyéni bajnokság győztes: Lewis Kent (2020, 2021)[14][15]
- TCR Maláj sorozat egyéni bajnokság győztes: Luca Engstler (2019, 2020)[16][17]
- TCR Maláj sorozat egyéni bajnokság győztes: Hyundai Team Engstler (2019, 2020)[16][17]
- TCR Ázsiai sorozat egyéni bajnokság győztes: Luca Engstler (2018, 2019)[18][19]
- TCR Ázsiai sorozat csapat bajnokság győztes: Liqui Moly Team Engstler (2018, 2019)[18][19]